# Schizoprymnus subrimosus
Schizoprymnus subrimosus är en stekelart som beskrevs av Vladimir Ivanovich Tobias och Saidov 1997. Schizoprymnus subrimosus ingår i släktet Schizoprymnus och familjen bracksteklar. Inga underarter finns listade i Catalogue of Life.